# Pentera
Pentera är ett mjukvaruföretag inom cybersäkerhet som specialiserar sig på automatiserade lösningar för säkerhetsvalidering. Företaget grundades ursprungligen som Pcysys 2015 men bytte senare namn till Pentera 2021. Företaget drivs av Amitai Ratzon (VD) och Dr. Arik Liberzon (grundare och CTO). Pentera har verksamheter i USA, Tyskland, Storbritannien, Israel, Dubai och Singapore.

## Produkt
Pentera utvecklar programvara för säkerhetsvalidering som är utformad för att testa cybersäkerhetskontroller, användaruppgifter och sårbarheter inom organisationer. Plattformen är utformad för att hjälpa till att identifiera och prioritera säkerhetsbrister för att öka organisationens motståndskraft mot cyberattacker.
Pentera-mjukvaran använder algoritmer för att testa över hela IT-miljön, inklusive interna- och externa nätverks attackytor, både lokala och molnbaserade. Plattformen är utformad för att utföra automatiserad emulering av etiska angreppstekniker som exekvering av fjärrkod, lösenordskapning och dataexfiltrering. Plattformen kräver ingen installation av mjukvara på nätverkets slutpunkter, vilket gör den kompatibel med de flesta företagssystem och leverantörer av säkerhetstjänster.
Pentera-plattformen består av produkter och tilläggsmoduler:
- Pentera Core Product - kartlägger, testar och validerar säkerhetskontrollen av organisationens interna nätverk.[9][1]
- Pentera Surface Product - kartlägger, testar och validerar säkerhetskontrollen av organisationens externa nätverk.[10]
- Pentera Cloud Product - kartlägger, testar och validerar säkerhetskontrollerna för organisationens molnmiljöer.[11]
- Pentera RansomwareReady Module - validerar organisationens försvar mot de senaste kända ransomware-attackerna.[12][13]
- Pentera Credentials Exposure Module - använder data från verkliga källor för läckta användaruppgifter för att identifiera hot mot organisationens interna och externa system.[14][15]

## Forskning
Från och med Mars 2025 har Pentera samlat in totalt 250 miljoner dollar genom flera finansieringsrundor
- Seed Funding (2015–2018): Företaget samlade in 5 miljoner dollar.
- Serie A (november 2019): 10 miljoner dollar samlades in från AWZ Ventures och Blackstone Group.
- Serie B (september 2020): 25 miljoner dollar samlades in från Insight Partners, AWZ Ventures och Blackstone Group.
- Serie C (januari 2022): 150 miljoner dollar samlades in, lett av K1 Investment Management, Evolution Equity Partners och Insight Partners, vilket ökade företagets värdering till 1 miljard dollar.
- Serie D (mars 2025): 60 miljoner dollar samlades in, lett av Evolution Equity Partners, med deltagande från Farallon Capital Management.

Sedan Serie C har Pentera upplevt en betydande tillväxt, med en ökning av de årligen återkommande intäkterna (ARR) på över 300 % och en ökning av kundbasen med 200 %. Finansieringen kommer att stödja forskning och utveckling, AI-baserad säkerhetsvalidering samt expansion på den amerikanska marknaden.
Dessa resultat sammanställs och matas in i Pentera-plattformen för att kontinuerligt förbättra dess kapacitet för säkerhetstester. Pentera Labs har också avslöjat nyupptäckta sårbarheter genom "zero day", vilket har bidragit till kartläggande av angriparnas taktiska tekniker och förfaranden (TTP) i MITRE ATT&CK-matrisen.
Exempel på Pentera Labs resultat och bidrag till samhället:
- "zero day"-sårbarheter - I mars 2022 upptäckte Pentera Labs-teamet två ""zero day"-sårbarheter, CVE-2022-22948 och CVE-2021-22015. De avslöjade svagheter i VMware vCenter-hanterade miljöer i över 500 000 organisationer globalt. Sårbarheterna rapporterades till VMware av Senior säkerhetsforskare Yuval Lazar, vilket resulterade i en korrigerande patch från VMware.[19]
- "135 is the new 445" - I september 2022 utvecklade Pentera Labs-teamet en implementering av Sysinternals PsExec-verktyget som gör det möjligt att röra sig i sidled i ett nätverk med hjälp av den mindre övervakade porten, Windows TCP 135.[20]
- "Who stole my cookies? XSS Vulnerability in Microsoft Azure Functions" - I januari 2023 hittade Pentera Labs-teamet en XSS-sårbarhet i Microsoft Azure Functions, som patchades av Microsoft efter deras rapport.[21]

## Finansiering
Hittills har företaget samlat in 115 miljoner dollar i huvudsaklig finansiering:
- Seed Funding - Sedan grundandet och fram till 2018 samlade företaget in totalt 5 miljoner dollar.[22][23]
- Serie A - I november 2019 samlades 10 miljoner dollar in från AWZ Ventures och Blackstone Group.[22]
- Serie B - I september 2020 samlades 25 miljoner dollar[24] in från Insight Partners, AWZ Ventures och Blackstone Group.[23][25][26]
- Serie C - I januari 2022 blev Pentera ett enhörningsföretag genom att samla in 150 miljoner dollar, varav 75 miljoner dollar i huvudsakligt kapital från K1 Investment Management, Evolution Equity Partners och Insight Partners. Denna kapitalanskaffning tog Penteras värdering till 1 miljard dollar.[27][28]